# World Mix
World Mix is een studioalbum van de Franse muziekgroep Deep Forest. Het album werd op 13 april 1994 uitgebracht en telt 15 nummers.
Het album is een heruitgave van het debuutalbum Deep Forest met extra gemixte nummers.

## Nummers
Het album bevat de volgende nummers:

| Nr. | Titel                               | Duur |
| --- | ----------------------------------- | ---- |
| 1.  | Deep Forest                         | 5:33 |
| 2.  | Sweet Lullaby                       | 3:54 |
| 3.  | Hunting                             | 3:27 |
| 4.  | Night Bird                          | 4:18 |
| 5.  | The First Twilight                  | 3:18 |
| 6.  | Savana Dance                        | 4:26 |
| 7.  | Desert Walk                         | 5:14 |
| 8.  | White Whisper                       | 5:46 |
| 9.  | The Second Twilight                 | 3:00 |
| 10. | Sweet Lullaby (Ambient Mix)         | 3:44 |
| 11. | Sweet Lullaby (Round the World Mix) | 6:48 |
| 12. | Sweet Lullaby (Apollo Mix)          | 7:20 |
| 13. | Deep Forest (Sunrise at Alcatraz)   | 7:07 |
| 14. | Forest Hymn (Apollo Mix)            | 6:46 |
| 15. | Forest Hymn                         | 5:49 |

## Medewerkers
- Eric Mouquet – producent
- Michel Sanchez - producent
- Dan Lacksman - producent
- Cooky Cue - keyboards en componist op nummers 5, 6, 9
- Pete Arden - remix nummer 11
- Apollo 440 - remix nummers 12, 14
- Mark Spoon, Daniel Iriibaren - aanvullende productie nummer 13